# Xawtv
xawtv — программный пакет для Linux, предназначенный для просмотра телевизионных программ на PC с использованием ТВ-тюнера или приемника DVB-S.
xawtv не использует компоненты каких-либо сред рабочего стола. Поставляется с приложениями, использующими виджеты на основе Motif, наряду с X Window System-приложениями и приложениями для командной строки. xawtv работает с Video4Linux и XVideo. Его интерфейс минималистичен.

## Внешние ссылки
- Официальный сайт xawtv